# Jean Marbœuf
Pour les articles homonymes, voir Marbeuf.
Jean Marbœuf est un réalisateur, scénariste et producteur de cinéma français né le 26 septembre 1942 à Montluçon.

## Biographie
Son père, Pierre, est chef de service chez Dunlop ; sa mère, Odette, caissière à la Samaritaine.
Il passe son enfance à s’ennuyer au fond de la classe et attend, avec impatience, le dimanche pour rêver dans les deux cinémas de sa ville : le Rex et le Central.
À onze ans ses parents identifient sa myopie et sa dyslexie. Il constate, alors, que ses héros du moment : Richard Widmark, Alan Ladd, Eddie Constantine (qu’il sollicitera plus tard pour Solitude) ne portent pas de lunettes. Alors il se réfugie dans l’ombre et déclare, à douze ans, à son instituteur de cours complémentaire qu’il sera metteur-en-scène.
Le 27 juin 1956, il obtient son certificat d’études primaires élémentaires puis, poursuivant ses « universités » : un CAP de vendeur-étalagiste qui fera dire à sa mère : « Tu vois, c’est quand même artistique ».
Il écrit sa première nouvelle : La Promesse dans le journal de l’école des ventes de la ville de Paris : Kivantou - 10 -ème année - No 3.
Sa Mémé, fourreuse dans le quinzième, l’emmène un dimanche au théâtre voir Annie Cordy, Bourvil et Georges Guétary dans une opérette : La Route Fleurie. Route qui lui ouvre le chemin du T.N.P de Jean Vilar, à la découverte des grands auteurs et une soif inextinguible de savoirs. Il découvre au cinéma : Les enfants du Paradis qui le marque à tout jamais, ainsi que Casque d’or qui le rend amoureux de Simone Signoret.
Commence alors une adolescence troublée par le décès de son père dont il parlera dans sa pièce Jardin ouvrier, et le suicide d’un camarade de foot, gardien de but, revenu de la guerre d’Algérie, ayant été obligé de participer à des massacres de civils. Il en fera le thème sous-jacent de son premier long-métrage : Bel Ordure.
Il est condamné à six mois de prison avec sursis pour vol de livres : un Que sais-je ? sur les Francs-Maçons et un autre sur le IIIe Reich. Le procureur le traite de prétentieux. Ses droits civiques lui sont retirés pendant cinq ans, à partir de sa majorité (21 ans à l’époque).
Il est sauvé d’une dérive négative et dangereuse par son amour pour le cinéma autrement dit : La Passion Lumière, l’un des titres de ses films. Et le foot qu’il pratique assidument.
Fureteur – comme le héros de son film Le p’tit curieux – il assiste à un gala où se produit Léo Ferré, y rencontre Daniel Guérin, historien libertaire. Il verse, alors, définitivement dans l’anarchie, celle de Proudhon.
1960. Coup de tonnerre dans le ciel cinématographique : A bout de souffle. Il sera l’un des premiers spectateurs. Ce qui lui fait dire qu’il est le fruit (illégitime) de Prévert et Godard .
Appelé sous les drapeaux afin de devenir officier, il préfère être garde-chambre. Il ne partira pas à cette guerre sans nom parce que « soutien de famille ». Il connait la prison malgré tout, est muté disciplinairement pour désobéissance.
Libéré, il fait différents petits métiers : manutentionnaire, mannequin, vendeur au Printemps Nation où il rencontre au rayon sports, Marcel Guiet, clown né, qui sera le modèle du dragueur de Vaudeville. Il y rencontre aussi Violetta Ferrer, démonstratrice au rayon photo, arrivée en France en 36, réfugiée espagnole ; apprentie comédienne chez Dullin, danseuse flamenca qui lui fait connaitre May Picqueray, anarcho-syndicaliste antimilitariste et Louis Lecoin, défenseur de l’objection de conscience.
Il s’inscrit au C.I.C.F, école de cinéma dirigée par Jacques Daniel-Norman, réalisateur de 120 rue de la Gare. Il se promet, alors, de porter à l’écran, un jour, le chef-d’œuvre de Léo Malet : Brouillard au Pont de Tolbiac. Il y côtoie François Barat qui joue dans ses courts-métrages.Ils réalisent ensemble des sujets pour les magazines Pour le plaisir et Dim Dam Dom (le journaliste chargé des interviews est Pascal Thomas).
Il écrit à tous les metteurs-en-scène pour entrer dans la grande famille du cinéma. Melville, Mocky, Chabrol, Lautner lui répondent, le reçoivent et le conseillent.
Il rédige des contes et des scénarios pour la presse enfantine - Editions Fleurus et Pilote. Une nouvelle raconte un match de football en Algérie entre les soldats du contingent et l’armée du FLN.
Il fait de la figuration. Dans Paris brûle-t-il ?, habillé en soldat allemand, il propose au producteur du film : Paul Graetz de tourner un court-métrage : Dire non. Celui-ci accepte. François Reichenbach, chargé du making-off s’y oppose. Déçu mais pas battu, il sympathise avec le réalisateur de la seconde équipe : André Smagghe qui lui demande d’écrire le scénario de Les Enfants de la Chance d’après Joseph Kessel. Le film n’aboutit pas. Il fait aussi la connaissance d’Yves Boisset, premier assistant-réalisateur avec qui il lie une longue amitié. Il y rencontre Jean-François Stévenin, venu chercher un autographe d’Orson Welles. Ensemble, ils partageront les doutes de la création et s’aideront dans la solitude. Enfin, il rencontre un petit bonhomme à lunettes d’écaille, nœud papillon, à la voix éraillée : Roger Stéphane - venu assister à la reconstitution de la prise de l’Hôtel de Ville de Paris dont il était un des libérateurs avec Chaban-Delmas en 1944. Roger Stéphane est écrivain et producteur d’émissions historiques pour la télévision. Pendant deux ans, il est son secrétaire, travaillant à Pathé, rue Francoeur – où s’implantera la Femis. Il rencontre Anne-France Lebrun, assistante-monteuse sur Les Grandes Batailles - série pour la télévision - avec laquelle il monte et mixe ses courts-métrages, la nuit, en catimini.
Ils ont une fille, Julie.
Il se lance dans l’écriture de nombreux scénarios et romans - sans réussite. Il approche, pendant un temps, les éditeurs. Chez Grasset, Dominique Fernandez l’encourage. Chez Denoël, Robert Kanters lui demande ironiquement, « s’il veut être Sagan ou Camus ? ».Chez Flammarion, Étienne Laloux hésite, hésite, hésite jusqu’au refus.
Il fera quelques gammes sur un jeu télévisé : Deux minutes d’attention d’Armand Jammot - visite des villes de France où une petite énigme est proposée au téléspectateur - et des reportages dans Dimanche Martin sur les sorties de films dont les critiques sont assurées par Dominique Rabourdin.
Anne-France lui signale qu’un jeune producteur : Jean-Pierre Fougea cherche de nouveaux cinéastes. Ils feront trois courts-métrages ensemble. Le premier : Mon nom, Superman sera totalement interdit. Le deuxième, Requiem pour un Pauvre Mec, sortira en première partie des Années-Lumière de Jean Chapot. Le troisième, Kakicity, sera acheté par Jean Yanne pour Tout le monde il est beau, tout le monde il est gentil.
La même année que Mon nom, Superman, deux autres courts-métrages sont censurés : La Question Ordinaire de Claude Miller et Assommons les pauvres de Jean-Pierre Lajournade, ainsi qu’un long-métrage, Un condé, d’Yves Boisset. Une conférence de presse est organisée. Marbœuf la quitte quand il est question d’abolir la censure pour les films de gauche et de la garder pour les films de droite. Requiem pour un pauvre mec commence par une phrase : Entre la dictature et l’échec, je choisis l’échec qui entraine ma propre défaite, la dictature entrainerait celle de mon idéal. 
Il participe ensuite au premier jour des États-Généraux du cinéma en mai 68, à l’école Louis Lumière de la rue de Vaugirard. Il prend la parole en compagnie d’un jeune homme. Ils proposent d’occuper le C.N.C. On leur répond que « Non ! Trop dangereux, les ponts sont gardés ! ». Déçus par la tiédeur générale, ils quittent la réunion. Sur le trottoir, ils se disent au revoir, se serrent la main. Le jeune homme est Philippe Garrel. (Anne-France montera son premier long-métrage : Marie pour mémoire).
1972. Anne-France travaille sur un film d’Arrabal – J’irai comme un cheval fou- produit par Romaine et Ken Legargeant. Il les rencontre. Ils produisent son premier long métrage : Bel Ordure, avec Claude Brasseur, Bulle Ogier, Jean Rochefort, Fernand Ledoux, Marcel Guiet, Andréas Voutsinás, José Artur. Le conseiller technique du film est Claude Chabrol. Le film est présenté à la Quinzaine des Réalisateurs à Cannes. Il est mal accueilli. Marbœuf ne se laisse pas abattre par ce revers, sait que c’est le prix à payer : « Je voyage en première classe avec un billet de seconde ». À sa sortie, le film est salué par Jean-Louis Bory : « Voilà un jeune réalisateur qui a le cinéma au ventre et n’a pas froid aux yeux » et Pierre Ajame compare Marbœuf à Ravachol.
Jean-François Davy, rencontré à Cannes, consacre l’argent gagné par Exhibition à produire : Vecchiali, Faraldo, Miller, Pollet et le Monsieur Balboss de Marbœuf, premier rôle dramatique de Michel Galabru – avec Michèle Simonnet, Michel Aumont, José Artur, Andréas Voutsinás, Marcel Guiet. Le film est tourné en trois semaines, caméra à l’épaule, son direct, sans musique. Le film est sélectionné au Festival de Toulon. Dans Les fiches du cinéma no 545 de décembre 1975, la critique salue : « Galabru trouve-là un emploi qui lui est inhabituel et qui lui sied à merveille » et José Bescos écrit dans Pariscope du 30 décembre 1975 : « Le film n’est pas un film comique mais un film terrible, démolisseur et nihiliste ».
1976. Pierre Braumberger, producteur de la Nouvelle Vague le contacte et lui propose un film avec Jean Gabin. L’entreprise échoue.
1977. Une collection, Cinéma 16, est créée sur France 3. Marbœuf présente Solitude, l’histoire de deux paumés qui essayent de se raccrocher l’un à l’autre. Il l’a écrite pour Signoret et Reggiani mais leurs agents s’y opposent. Sapritch et Galabru endossent les rôles à côté de Marcel Guiet, Andréas Voutsinás. Le directeur de la fiction, Larif Manouby, fait venir pour encadrer le débutant, le scénariste de Truffaut: Claude de Givray. Celui-ci pense qu’une intervention extérieure malmènerait cette œuvre personnelle. Marbœuf le remercie. La chaine lui demande néanmoins, de modérer ses dialogues et retirer les grossièretés : « les téléspectateurs étant d’un niveau de seconde ». Il répond que le film sera diffusé l’année suivante et que les téléspectateurs, alors, « seront passés en terminale. » Le film est sélectionné au Festival du Cinéma Indépendant de Thonon les Bains 78.
Refusé pour la énième fois à l’avance sur recettes, il rejoue sa mise, mettant ainsi au point un système de financement : « Je tourne un téléfilm, j’emploie des acteurs, des techniciens et dans la foulée, j’enquille avec un film à petit budget. » Il complète avec un emprunt, motif invoqué auprès de la banque : refaire sa salle de bain. Il réalise en quatre semaines Genre Masculin avec Michel Galabru, Jean-Marc Thibault, Jean-Pierre Darras, Michel Vitold, Patrick Laval et Judith Magre. Le film est sélectionné à Perspective du Cinéma Français – Cannes. Le générique de fin, un défilé de sexes masculins, est dessiné par Sarah Ferguson. Wolinski fait l’affiche. Le film ne trouve pas de distributeur.
Alice Sapritch lui apporte un scénario de Jean-Louis Bory d’après un livre de Jean-Jacques Gautier « Les Jardins Secrets ». Claire Maurier, Denis Manuel complètent la distribution. Au tournage et au montage, il déstructure le film. La production lui demande de le remettre « à l’endroit ». Il refuse. Une projection est organisée pour les auteurs qui acceptent cette version « underground ».
1978. Il déclare au Film Français : « Je suis optimiste… ça ne peut pas aller plus mal ».
1979. Les Legargeant lui proposent un film adapté d’une série écrite par un auteur de romans policiers : Martin Meroy. Le financement est apporté par Pierre Bonnet, un assureur de province, paralysé, en fauteuil roulant, qui rêve d’être acteur. Il désire jouer le premier rôle. Marbœuf relève le défi en entourant cet « amateur » de Cassel, Galabru, Duchaussoy, Evelyne Buyle, Claire Maurier, Denis Manuel, Pierre Doris, Jean-Marc Thibault , Vincent Gautier. Au montage, il change d’assassin. Ça ne plaît pas au financier. Viré de la salle de montage, Marbœuf, crapahute sur les toits des studios, passe par la fenêtre de la salle et vole les bobines. Il termine le film ailleurs. Le financier fait sa propre version, rebaptise le film, fait une affiche : Un flic pourri. Le bon montage sort en novembre 79. Dans les Cahiers du Cinéma, Olivier Assayas souligne que « c’est un film riche, surtout plastiquement, rempli de choses qui méritent d’être notées, mais, ce qui frappe avant tout, c’est un profond désir de filmer, d’inventer des images, de les ciseler… ». Michel Marmin dans Le Figaro : « Il y a dans la mise en scène une vitalité prodigieuse, et une autorité dont peu de cinéastes peuvent se targuer ». Dans Le Monde, Jacques Siclier : « …cinéaste qui a toujours refusé le réalisme pour explorer, avec violence et lyrisme, les profondeurs de la société ». Le film est dédié à Jean-Louis Bory qui vient de se suicider. Dans Les Cahiers du Cinéma n° 319 Serge Le Péron définit Marbœuf, « cinéaste solitaire comme Blain, Faraldo, Mocky ». Dans le même numéro, Marbœuf répond à vingt questions posées à tous les cinéastes et se définit «comme un clochard fuyant les bleus ». 
Il fréquente Nedjar, Sarde, Terzian, Mag Bodard mais les projets traînent et le dialogue ne se fait pas.
Anne-France lui souffle une idée. Il écrit La Passion Lumière, sollicite l’avance sur recettes pour la dix-neuvième fois et enfin, l’obtient à l’unanimité. Danielle Delorme est présidente et Jean Schmitt, un de ses amis, membre. Il fonde en février 1982, sa maison de production : Les Films du Chantier, une SARL conçue par Jack Lang pour permettre aux auteurs d’être libres, responsables et gestionnaires de leurs productions. Anne-France et lui suivent un stage d’administration de production. Pour ce premier « chantier », il propose le rôle à Simone Signoret par l’entremise de Gérard Blain - connu quand Anne-France était l’assistante de Bob Wade, monteur de Blain. Simone Signoret refusera pour des raisons de santé - elle enverra un joli mot quand elle assistera à la projection. Le choix de Marbœuf se porte alors sur Dominique Labourier. Jean-Pierre Cassel très amicalement lui refuse le rôle masculin. Bertrand Tavernier lui signale Guy Marchand, un acteur fait pour lui. Ils feront trois films de suite. Guy Marchand le surnommera le Saint-Vincent de Paul du cinéma français. La Passion Lumière, sortira sous le titre ridicule de T’es heureuse ? Moi toujours ! (Avec, à côté de Dominique Labourier, Guy Marchand : Claude Brasseur, Michel Galabru, Denis Manuel). Claude-Marie Trémois écrit dans Télérama : « Un film qui flâne dans la tendresse ». Le film rencontre un succès critique ,,mais demeure un échec commercial. Il sera sélectionné au Festival de Berlin.
Jacques Perrin, après avoir vu La Passion Lumière, lui demande de devenir membre de l’avance sur recettes dont il est le président. Etrange boulot que celui de choisir qui doit vivre ou mourir. Marboeuf sera persuadé que ce genre de choix ne doit pas être confié à des gens de cinéma. Il sera satisfait d’avoir permis à Doillon de faire La pirate, à Rohmer Pauline à la plage et à Carax de commencer sa carrière avec Boy meets girl. Et amer d’avoir dû laisser sur le carreau d’autres talents.
Le deuxième film duo Marbœuf/Marchand, Vaudeville, suit une drôle de trajectoire. Guy Marchand est dépressif et les assurances refusent de le prendre en charge. Jean Marbœuf, malgré le risque financier, décide de tourner quand même. Il l’entoure de Marie-Christine Barrault, Roland Giraud et Jean-Marc Thibault. Le tournage s’étant bien passé, les assureurs « rassurés » accepteront d’assurer à nouveau Guy Marchand dans d’autres productions. Le film terminé, personne ne veut le voir même en VHS. Marbœuf se sert de la seule copie du film, piles de boites de 600 mètres de pellicule, comme pouf dans son minuscule appartement jusqu’au jour où Jacques Poitrenaud envoie le film au Festival de Montréal. Une critique de David Straton dans Variety réveille le landerneau cinématographique français. C’est alors la reconnaissance,,,,.Laurent Pétin – publiciste - l’aide pour le promouvoir. Le film recevra le prix Georges de Beauregard et brûlera lors d’une projection à Los Angeles.
Le troisième film duo Marbœuf/Marchand, Grand Guignol – avec Caroline Cellier, Jean-Claude Brialy, Michel Galabru, Marie Dubois, Denis Manuel, Violeta Ferrer- désoriente,,. Dans Libération Edouard Waintrop éreinte le film, affirmant que Marbœuf n’est « ni Mocky, ni Carné-Prévert etc. ». Marbœuf exerce son droit de réponse – qui ne sera jamais publié : « … Je suis entièrement de votre avis mais comme vous n’êtes ni Bazin, ni Bory, il me semble qu’entre minables, nous devrions nous serrer les coudes ». Idem, en pire, dans Le Monde . Idem pour la réponse non publiée. Jean Marbœuf déclare : « Vaudeville m’a ouvert toutes les portes du cinéma. Grand Guignol me les a refermées  ». A la fin du tournage, une querelle éclatera entre Guy et Jean.
Un numéro spécial de l’Avant-Scène est consacré à Vaudeville et Grand Guignol. No 357-358.
1986 – Vaudeville participe à la tournée aux États-Unis du The French-American Film Workshop.
Jean Marbœuf est élu Président de la SRF (Société des Réalisateurs de Films) en compagnie de Coline Serrault et Pierre Jallaud.
Pour TF1, il réalise Voir l’Amérique un téléfilm avec François Cluzet, Catherine Frot, Dominique Laffin, scénario de Jean Bany. Également, dans la collection Série Noire, il réalise La lune d’Omaha – livre de Jean Amila - écrivain anarchiste. Marbœuf y retrouve Dominique Labourier , Jean-Pierre Cassel, il donne un rôle important à Mort Shuman et fait débuter Olivia Brunaux. Le producteur, Pierre Grimblat, et le directeur de collection, Claude de Givray - que Jean Marbœuf est heureux de revoir- viennent visionner le film au montage. Ils arrivent, une coupe de champagne à la main. Ils n’arrêtent pas de critiquer le film et demandent des corrections primaires, académiques, bref TF1. Jean Marbœuf leur demande « fermement » de quitter la salle de montage. Dans la bousculade, le champagne est renversé. Après cet épisode, Marbœuf devient tricard chez TF1, confirmant sa pensée : « Les hommes sont bons, c’est leur fonction qui les rend cons ». Le journal Le Matin titre, à propos du téléfilm : « Un Marboeuf saignant  ». Le film est dédié à Jean-Pierre Mocky. Y débute Vincent Cassel.
Guy Marchand présente, au cours du tournage du film de Costa-Gavras, Conseil de famille, Marbœuf à Johnny Hallyday. Nait un projet : Cassidy’s Girls de David Goodis. Béatrice Dalle est pressentie. Jean Marbœuf écrit le scénario avec Philippe Venault. Il ne plaît pas à Johnny Hallyday. Un rendez-vous est pris avec l’acteur et ses deux agents : Dominique Besnehard et Serge Rousseau. Jean Marbœuf vient, Monsieur Halliday n’est pas là. Jean Marbœuf claque la porte.
1985. Berlin. Rétrospective de ses films.
1986. Cleveland. Rétrospective au Festival international.
1987. il est membre fondateur de l’A.R.P (Société civile des auteurs, réalisateurs et producteurs) à l’initiative de Claude Berri et Bertrand Van Effenterre.
Libération publie un numéro spécial sur le thème : « Pourquoi filmez-vous ? » Il répond : « Parce que ça fait chier les critiques de Libération » - Journal qu’il achète - malgré le mépris des critiques affiché à son égard - chaque jour avec L’Equipe.
Il joue aux côtés de Delphine Seyrig, Evelyne Bouix et Jacques Doniol-Valcroze dans Une saison des feuilles de son ami Serge Leroy. Ce n’est pas pour ses qualités de comédien que Serge Leroy a fait jouer Marbœuf (piètre acteur) mais, atteint d’un cancer, il a voulu s’entourer de ses proches.
Laurent Pétin, devenu producteur, et Marbœuf décident de tourner Corentin ou les infortunes conjugales coécrit avec Josiane Lévêque. Sujet : les tribunaux d’impuissance au XVIIe siècle. Malgré une magnifique photo de Jean Rozembaum - auteur de celle de Bel Ordure - des costumes somptueux d’Odile Sauton, une musique baroque des Arts Florissants et une interprétation remarquable - Roland Giraud, Muriel Brenner, Andréa Ferréol, Patrick Chesnais, Jean Poiret, Olivia Brunaux et Violeta Ferrer - le film est mal accueilli ,,. Déçu, dépressif, il se retire à la campagne en compagnie de sa femme et de ses chats. C’est la première fois que son rêve se transforme en cauchemar. Simone Signoret lui avait dit : « Fais attention, ce métier est cruel. »
La passion, même enfouie, repart. Il emprunte de nouveau de l’argent - pour refaire éternellement la même salle de bain – et tourne Voir l’éléphant avec Jean-Marc Thibault, Michel Duchaussoy, Bernard Menez. François Arnoult, celle de French-Cancan de Renoir et Des gens sans importance de Verneuil et Julie Marbœuf. Trois semaines de tournage, caméra à l’épaule avec un nouveau chef-opérateur : Dominique Bouilleret. C’est son film préféré,,,.. Georges Gavarentz signe la musique. « Cet auteur obstiné, qui tourne en dépit des difficultés de production et du peu de soutien qu’il trouve auprès de la critique…». Jacques Siclier. Le Monde.
La joie revient mais les dettes sont tenaces.
Il tourne des films de télévision : La femme des autres (avec Evelyne Bouix, Michel Duchaussoy, Philippe Volter, Jean-Luc Moreau - scénario Philippe Viard),Déshabillés fatals (avec Alain Bashung, Jean-Pierre Cassel, Jean-François Perrier - scénario François Guérif, Michel Quint),Une affaire d’Etat (avec Bernard Pivot, Dominique Labourier - Jean-Pierre Cassel – Catherine Arditi - scénario Edwy Plenel et Georges Marion) , Les Dessous de la passion (avec Pierre Mondy, Danièle Evenou, Isabelle Renauld, Clovis Cornillac, Vincent Cassel, Violeta Ferrer - scénario Alain Riou).
Il écrit pour Jacques Kirsner (Modfilms) un scénario avec Bernard Thomas - journaliste au Canard enchaîné - d’après son livre sur Alexandre Marius Jacob, anarchiste qui a inspiré à Maurice Leblanc, son personnage d’Arsène Lupin. Patrick Bruel n’accepte pas le rôle, le projet ne trouve pas de complément de financement.
Plus tard, Jacques Kirsner lui propose de tourner Pétain d’après le livre de Marc Ferro. Plusieurs cinéastes ont déjà décliné l’offre (entre autres Alain Corneau). Il refuse comme il a déjà refusé plusieurs fois. Alain Riou l’encourage à accepter. Jean Marbœuf, marqué par son complexe social ne se sent pas légitime pour réaliser ce film, ce que fera remarquer Pialat dans une interview radiophonique, le considérant « comme un cinéaste de série B » (pour Jean Marbœuf c’est un compliment). Ils s’expliqueront. Pialat s’excusera. Le film se tourne dans l’urgence. L’entente est parfaite entre les acteurs et le réalisateur. Une violente querelle oppose Marbœuf à Kirsner qui veut remplacer Anne-France au montage. Marbœuf menace de partir. Le montage est arrêté. Un compromis est accepté. Le film sort, il est diversement accueilli,.« Ça va et vient entre le comportement des petites gens et ceux qui dirigent la nation, voilà l’originalité de ce film où l’Histoire est bien vue d’en haut, certes, mais aussi d’en bas. Je ne lui connais pas de précédent au cinéma » Marc Ferro.
Un Bouillon de culture de Pivot (Mai 93) et un numéro de L’Avant-Scène (N° 424) sont consacrés au film.
Jean Marbœuf et sa femme, écœurés par l’accueil, jurent qu’on ne les y reprendrait plus à jouer les bons élèves, à remplir une page blanche mais noire que le cinéma français n’avait jamais voulu écrire.
1994. Dans le cadre d’une campagne pour la prévention du Sida, il réalise un court-métrage : Mort d’un ami, avec François Cluzet, Michel Duchaussoy et Julie Marbœuf.
Il est nommé au grade de Chevalier dans l’Ordre des Arts et des Lettres. Sa mère, apprenant la nouvelle, lui demande si « ça donne droit à une petite pension».
1995. Il présente le scénario de Temps de chien à l’avance sur recettes. Il n’obtient qu’une aide à l’écriture à condition qu’il réécrive avec un scénariste – air connu. Il choisit un voisin de quartier : Eric-Emmanuel Schmitt. Ils écrivent ensemble, en toute harmonie. Le scénario terminé, il se représente et est boulé. Jean Marbœuf tourne quand même grâce à René Bonnel – Canal Plus. Avec Françoise Arnoult, Evelyne Bouix, Catherine Arditi, Michèle Simonnet, Fabienne Chaudat, Josiane Lévêque, Séverine Vincent, Julie Marbœuf. C’est un film entièrement féminin,. Il obtient le prix du scénario au festival international de Namur 96.
Un Bouillon de Culture est consacré au film.
Guy Marchand tourne pour la télévision Les nouveaux mystères de Paris de Léo Malet. Dans cette série se trouve Brouillard au pont de Tolbiac. Guy connait la passion de Jean pour cet ouvrage. Il l’impose au producteur qui lui annonce : « Le brouillard, trop cher, il n’y en aura pas ; le pont de Tolbiac, on n’aura pas l’autorisation et la première scène qui se passe dans le métro, on la fera dans la voiture de Burma ». Jean Marbœuf quitte le bureau. Guy Marchand le rattrape dans le couloir. Ils tournent avec le brouillard, le pont et le métro. À la suite de la projection Léo Malet lui enverra une lettre chaleureuse le remerciant « d’avoir donné corps à ses personnages et respecté l’esprit »,,. Le scénario est signé Pierre Uytterhoeven. Jean Marbœuf s’est servi surtout de la BD de Tardi comme story-board qu’il crédite au générique.
S’ensuit une série de films pour la télévision pour payer les factures du laboratoire Eclair.
Le quincailler amoureux (avec Daniel Prévost, Pierre Santini, Patricia Malvoisin – scénario Bernard Thomas). Madame le proviseur (avec Danièle Delorme, Daniel Gélin -scénario Patrick Rotman). L’alambic (avec Victor Lanoux, Bernard Haller et François Arnoult -scénario Alain Quercy). En garde Burma (avec Guy Marchand, Astrid Veillon, Julie Marbœuf, Violeta Ferrer - scénario Lionel Cherky). Miranda (avec Patrick Raynal, Patricia Malvoisin - scénario François Migeat). Billard à l’étage (avec Clovis Cornillac, Jean-Marc Thibault, Michel Fortin, Violeta Ferrer et François Arnoult - d’après le roman de Michel Quint) - Festival du film policier de Cognac 95.
2000. Il est fait Officier des Arts et Lettres mais ne peut pas le dire à sa Maman, décédée peu de temps auparavant. Dans une Master-class à l’ESRA, Yves Alion souligne qu’il y a beaucoup de cimetières dans ses films. Il répond : « Parce qu’il y a beaucoup de morts aussi, dans la vie ».
Il est intervenant à la FEMIS et au CICF.
Naissance de Max, son petit-fils.
En 2001, il réalise cinq courts-métrages pour l’Adami, avec de jeunes comédiens. Cahier des charges : lieu unique – cinq jours de tournage – cinq de montage – un de mixage – durée finale de chaque film : cinq minutes. Il choisit un Lavomatic. Les titres : Linge sale - Lave plus blanc - Lavage d’amour - Les habits du dimanche - Jour de lessive. Les films sont présentés au Festival de Cannes et diffusés sur Arte.
La même année, il écrit dans la série Le poulpe, éd. Baleine : Je bande à Bonnot.
En 2002, il écrit sa première pièce : Jardin ouvrier, Bourse Beaumarchais, éd. Lansman et jouée au théâtre Le Ring, Avignon et lu par Jean-Claude Dreyfus – il incarnait tous les rôles - au Festival de Créteil.
En 2003, il réalise un nouveau film de télévision : Droit d’asile, avec Marie-Christine Barrault, Patrick Préjean – scénario coécrit avec Pierre et Sylvie Encrevé.
Il sollicite l’avance sur recettes – président : Frédéric Mitterrand - pour Qui mange le cœur des hommes ? L’obtient et confie la production à Jean-François Geneix. (Alain Baschung, Jean-Claude Dreyfus, Andréa Ferreol et Julie Marbœuf). Il y raconte sa curiosité enfantine, citant François Truffaut dans Jules et Jim : « L’avenir est aux curieux de profession ». A sa sortie, le film est rebaptisé : Le P’tit Curieux. Dans Libération, Antoine de Baecque souligne une nouvelle fois l’entêtement de Jean Marbœuf à croire au cinéma. Libération publie ses dates clés,,.
2004. Il vend ses films pour apurer ses dettes.
2005 : Avec l’argent restant, il tourne Coup de sang, en caméra subjective. Film fait à l’arrache. Anne-France, reprend son rôle de véritable couteau suisse (maquilleuse, costumière, accessoirement accessoiriste, scripte et caissière). Pierre Arditi et Marie-Christine Barrault y prêtent leurs voix. La critique souligne la particularité de Marbœuf, « obstiné, libre, courageux » ,,,,. Le titre original était : Chaque homme est lié au monde. Titre emprunté à un livre de Roger Stéphane. Interview dans l’Avant-Scène n°556. - Prix du public au 23ème Festival du Film d’Amour à Mons. À partir de ce film, Jean Rochard l’accompagne pour la BO de ses réalisations.
2007. Festival de Quend du Film Grolandais.
French Film Festival à Richmond (Virginie).
2007. Il travaille sur Les pieds Nickelés. Julie l’interrompt pour qu’il écrive un texte sur une correspondance imaginaire entre Bette Davis et Joan Crawford pendant le tournage de Qu’est-il arrivé à Baby Jane ? Comme on ne refuse rien à sa fille… avec Séverine Vincent, elles jouent le texte au Festival de la Correspondance de Grignan. C’est un succès. La pièce est reprise à Paris, mise en scène par Didier Long, aux Bouffes Parisiens. Puis à Avignon, Au Chêne Noir. Elle revient à Paris, au Vingtième Théâtre, tourne en province, en Belgique, en Italie, en Espagne ,,. La pièce - concerto de monologues - sert d’exercice à l’Actors Studio New-York.
Le texte de Qu’est-il arrivé à Bette Davis et Joan Crawford est publié à Scènes Intempestives – édition Triartis.
Il reprend son projet : Les Pieds Nickelés. Ça n’intéresse personne. Jamel Debouze refuse le rôle de Filochard.
Il tourne un téléfilm Un juge sous influence (avec Delphine Rich, Pierre Cassignard, Thomas Chabrol, Patricia Malvoisin,.– scénario Peter Kassovitz et Michel Maertens).
Plusieurs scénarios ne trouvent pas de financement : Good Morning, Sang importance, Zidane et Zitouni, Série B.
2012. Il est élu comme administrateur - cinéma à la S.A.C.D.
2013. Il doit être opéré de l’estomac. Il demande au chirurgien si l’urgence peut attendre. Un mois lui est-il répondu. Il réunit ses amis comédiens et techniciens, demande à Tardi de dessiner le décor et tourne trois jours en studio sur fond vert. L’opération chirurgicale est réussie, le film aussi. Help obtient le Grand Prix au Festival des Films du Monde, à Montréal.
2014. Au Théâtre La Bruyère, il met en scène sa pièce Folies-Vaudeville. Avec Patrick Préjean, Julie Marbœuf, Pierre Aussedat, Jean-François Galotte et Eric Mariotto. C’est un échec.
2015. Il descend au Festival de Cannes remettre le prix de la S.A.C.D à Arnaud Desplechin pour Trois souvenirs de ma jeunesse. Sur la plage de Cannes, il a un infarctus. Il est immédiatement opéré puis rapatrié.
2016. Rétrospective de ses films à la cinémathèque de Bruxelles.
2017. Il prépare un film Wanda 93, avec Bulle Ogier, Nicolas Bouchaud, Michel Bouquet. Pierre-loup Rajot est le producteur. Faute de financement, la production est arrêtée.
2018. Claude Lelouch lui propose de se servir de son école de Beaune : Studio, matériel, élèves. Il écrit Code la pudeur – sorte de « prohibition » sexuelle et morale des films hollywoodiens dans les années 1930 – fait une demande d’emprunt. Il est refusé à cause de ses antécédents de santé. La production est arrêtée.
2020. La Cinémathèque Française demande à tous les cinéastes de réaliser une Lettre de confinement. Il filme sa ville, l’Île Saint Denis : Carte postale. 6 minutes de nostalgie.
2021. Mise en cessation de paiement de sa société : Les Films du Chantier – 39 ans d’existence.
Septembre 2021 - reprise de "Qu'est-il arrivé à Bette Davis et Joan Crawford?" dans une mise une nouvelle mise en scène de Michel Fau, avec Amanda Lear et Michel Fau - au Théâtre de la Porte Saint Martin.
Septembre 2022 - il monte sa quatrième pièce, "Mes chers enfants", jouée par Anny Duperey, seule en scène, au théâtre de Passy. Le texte est édité par Triartis.
Janvier 2023 : Après avoir écrit pendant le premier confinement au printemps 2020 Mes Chers Enfants - texte composé de quarante lettres d’une femme à ses enfants - Jean Marboeuf a l’idée de le faire vivre sur une scène. La « pièce » est montée au Théâtre de Passy, tout nouveau lieu, et jouée de début septembre à fin décembre 2022. Anny Duperey interprète cette mère qui marche en dehors des clous et se démarque en s’éloignant des schémas habituels des figures maternelles. Le spectacle est salué par une critique unanime. Télérama TTT – 14/09/2022 N° 3792 : « Il a fallu au cinéaste Jean Marboeuf  (…) un grand sens de l’observation pour se glisser si bien dans la voix d’une femme ». Emmanuelle Bouchez. Paris Match – 12/09/2022 : « Le texte est d’une lucidité implacable. Intelligente et nuancée, Anny Duperey le déroule avec subtilité ». Catherine Schaab. Le Figaro Magazine – 21 octobre 2022 : « Cela nous vaut un émouvant moment de grâce et d’intelligence, imaginé avec beaucoup de délicatesse par Jean Marboeuf et illustré par une scénographie très réussie ». Philippe Tesson. L’Humanité – 12 décembre 2022 : « Tout dans une vie est essentiel, semble dire Marboeuf. Et cet imaginaire, porté haut par Anny Duperey, devient simplement bouleversant ». Gérald Rossi. Le texte est édité chez Triartis. La tournée provinciale débutera en septembre 2023.
Septembre 2023 - Reprise de "MES CHERS ENFANTS" au Lucernaire, jusqu'au 23 octobre.

## Filmographie

### Réalisateur

#### Cinéma
- 1970 : Requiem pour un pauvre mec (court métrage)
- 1970 : Mon nom, Superman (court métrage)

- 1972 : Kakicity (documentaire)

- 1973 : Bel ordure

- 1975 : Monsieur Balboss - également scénariste
- 1978 : Genre masculin - également scénariste
- 1979 : La Ville des silences - également scénariste

- 1983 : T'es heureuse ? Moi, toujours... - également scénariste
- 1986 : Grand Guignol - également scénariste et producteur
- 1986 : Vaudeville - également scénariste et producteur
- 1988 : Corentin ou les Infortunes conjugales - également scénariste
- 1990 : Voir l'éléphant
- 1993 : Pétain - également scénariste[96],[97]
- 1996 : Temps de chien - également scénariste
- 2001 : Linge sale (court métrage) - également scénariste
- 2001 : Les Habits du dimanche (court métrage) - également scénariste
- 2001 : Lave plus blanc (court métrage) - également scénariste
- 2001 : Lavage d'amour (court métrage) - également scénariste
- 2001 : Jour de lessive (court métrage) - également scénariste
- 2004 : Le P'tit Curieux - également scénariste et producteur
- 2006 : Coup de sang - également scénariste

#### Télévision
- 1977 : Cinéma 16, épisode Solitudes - également scénariste
- 1979 : Cinéma 16, épisode Les Jardins secrets - également scénariste
- 1985 : Série noire, épisode La Lune d'Omaha - également scénariste
- 1991 : La Femme des autres
- 1991 : Une affaire d'État
- 1991 : Les Dessous de la passion
- 1992 : Déshabillés fatals
- 1995 : Nestor Burma
- 1996 : Les Cinq Dernières Minutes, épisode Le Quincaillier amoureux
- 1996 : Billard à l'étage - également scénariste
- 1996 : Madame le Proviseur, épisode Attention, peinture fraîche
- 1998 : Miranda
- 1998 : L'Alambic
- 2003 : Droit d'asile
- 2006 : Un juge sous influence

### Acteur
- 1989 : Sentiments, épisode Une saison de feuille de Serge Leroy

## Théâtre
- 2002 : Jardin ouvrier
- 2007 : Du septième ciel au septième ciel
- 2008 : Qu'est-il arrivé à Bette Davis et Joan Crawford ?
- Qu'est-il arrivé à Bette Davis et Joan Crawford ? de Jean Marbœuf, TriArtis Editions, Paris, 2008, collection Scènes Intempestives -  (ISBN 978-2-916724-02-7).
- 2014 : Folies Vaudeville

## Distinctions
- Vice-président de la Société civile des auteurs, réalisateurs et producteurs.

### Récompenses
- Festival international du film francophone de Namur 1996 : Meilleur film pour Temps de chien

### Nominations
- Festival international du film francophone de Namur 1996 : Meilleur scénario pour Temps de chien